# دارن جیمز
دارن جیمز (انگلیسی: Darren James؛ زاده ۲۵ فوریهٔ ۱۹۶۴) یک بازیگر پورنوگرافی اهل ایالات متحده آمریکا است که بعد از مثبت شدن تست اچ‌آی‌وی‌اش در آوریل ۲۰۰۴ در صدر اخبار جای گرفت.